# Bitwa pod Talikotą
Bitwa pod Talikotą – starcie zbrojne, które miało miejsce 26 stycznia 1565 roku, pomiędzy armią hinduskiego królestwa Widźajanagaru a siłami sprzymierzonych sułtanatów dekańskich. Bitwa zakończyła się kompletną klęską sił Widźajanagaru kończąc tym samym okres świetności tego państwa.

## Tło historyczne
Podbój muzułmański Indii dokonany w XIII-XIV wieku przez Sułtanat Delhijski nie utrwalił się na południu Indii, gdzie nadal kwitły państwa hinduskie. Najsilniejszym z nich stało się imperium Widźajanagaru, które w XV-XVI przeżywało okres świetności. Największym rywalem Widźajanagaru było początkowo Sułtanat Bahmanidów, który zajmował północną część Dekanu. Jednak państwo bahmanidzkie rozpadło się pod koniec XV wieku na szereg mniejszych księstw-sułtanatów, które zaciekle rywalizowały o supremację w regionie zarówno z Widźajanagarem jak i między sobą. W pierwszej połowie XVI wieku królestwo Widźajanagaru przeżywało również problemy natury dynastycznej. Po długoletnich zmaganiach wewnętrznych władzę ustanowił ostatecznie w imieniu nieletniego władcy Rama Raja Arawidu (1542). Nowy władca usiłował ukrócić władzę możnych i przede wszystkim powstrzymać władców muzułmańskich od interwencji w sprawy królestwa. Wkrótce sam zaczął wygrywać spory między sułtanatami i narzucał im swój arbitraż. Interweniował też kilkukrotnie zbrojnie zmuszając poszczególnych sułtanów do uznania swej wyższości. Imperialna polityka Ramy Raji oraz dotkliwe najazdy jego wojsk skłoniły władców muzułmańskich do zawarcia sojuszu przeciw hinduskiemu królestwu.

## Bitwa
W końcu 1564 roku państwa muzułmańskie zebrały wielką armię, która ruszyła pod hasłami dżihadu ku granicom Widźajanagaru. Rama Raja zebrał równie wielką armię i ruszył przeciw sułtanom. Licząc na walne zwycięstwo władca Widźajanagaru nie podjął próby rozbicia koalicji drogą dyplomatyczną. Obie armie spotkały się nad rzeką Kryszną w pobliżu Talikoty 26 grudnia 1564 roku. Przez miesiąc wojska stały po przeciwnych stronach rzeki, w pomniejszych starciach szczęście sprzyjało liczniejszej armii widźajanagarskiej. Gdy Rama Raja liczył już na zawarcie rozejmu, niespodziewanie armie muzułmańskie przeprawiły się w innym miejscu rzeki i zaatakowały obóz hinduski. Zaskoczenie atakiem oraz zdrada dwóch muzułmańskich dowódców w szeregach armii Ramy Raji doprowadziło do całkowitej klęski Widźajanagaru. Według doniesień muzułmańskich zginęło nawet 100 tysięcy hindusów. Sam władca dostał się do niewoli i został ścięty.

## Następstwa bitwy
Zwycięskie armie muzułmańskie ruszyły bez przeszkód na południe i wkroczyły do stolicy imperium, Widźajanagaru. Wspaniałe miasto zostało doszczętnie splądrowane, większość mieszkańców spotkała śmierć. Do dziś dawna stolica ostatniego hinduskiego imperium leży w ruinie. Samo królestwo przetrwało jeszcze prawie sto lat, choć nigdy już nie odzyskało dawnej świetności. Wśród historyków do dziś trwa spór o to, czy to właśnie bitwa pod Talikotą była przełomem w historii królestwa Widźajanagaru czy jednak schyłek imperium i tak nie był przypieczętowany wraz z pochodem zbliżających się armii mogolskich. Dla samych sułtanatów dekańskich zwycięstwo nie miało przełomowego znaczenia. Pogrążeni w ciągłej rywalizacji sułtanowie nie zdołali się na trwałe zjednoczyć i wkrótce jeden po drugim ulegli potężniejszym armiom mogolskim z północy.